# Lautenthalita
La lautenthalita és un mineral de la classe dels sulfats. Cristal·litza en el sistema monoclínic i la seva fórmula és: PbCu₄(SO₄)₂(OH)₆·3H₂O. Va ser descobert l'any 1993 a la seva localitat tipus: la foneria Lautenthal (Silberhütte), Lautenthal, Harz, Baixa Saxònia, Alemanya. Va ser anomenada així per la seva localitat tipus (Lautenthal). Pertany al grup de la devil·lina.

## Característiques
La lautenthalita és un sulfat de fórmula química PbCu₄(SO₄)₂(OH)₆(H₂O)₃. Cristal·litza en el sistema monoclínic. La seva duresa a l'escala de Mohs és 2,5.
L'exemplar que va servir per a determinar l'espècie, el que es coneix com a material tipus, es troba conservat a l'Institut de Mineralogia de la Universitat de Ruhr, a Alemanya.
Segons la classificació de Nickel-Strunz, la lautenthalita pertany a «07.DE: Sulfats (selenats, etc.) amb anions addicionals, amb H₂O, amb cations de mida mitjana només; sense classificar» juntament amb els següents minerals: mangazeïta, carbonatocianotriquita, cianotriquita, schwertmannita, tlalocita, utahita, coquandita, osakaïta, wilcoxita, stanleyita, mcalpineïta, hidrobasaluminita, volaschioita, zaherita i camerolaïta.

## Formació i jaciments
Es forma en les zones d'oxidació de dipòsits de plom i coure en dipòsits de sulfurs (Gal·les) i com a producte d'oxidació en cavitats en escòries de fundició (Alemanya, Àustria i Escòcia).